# موزه موصل

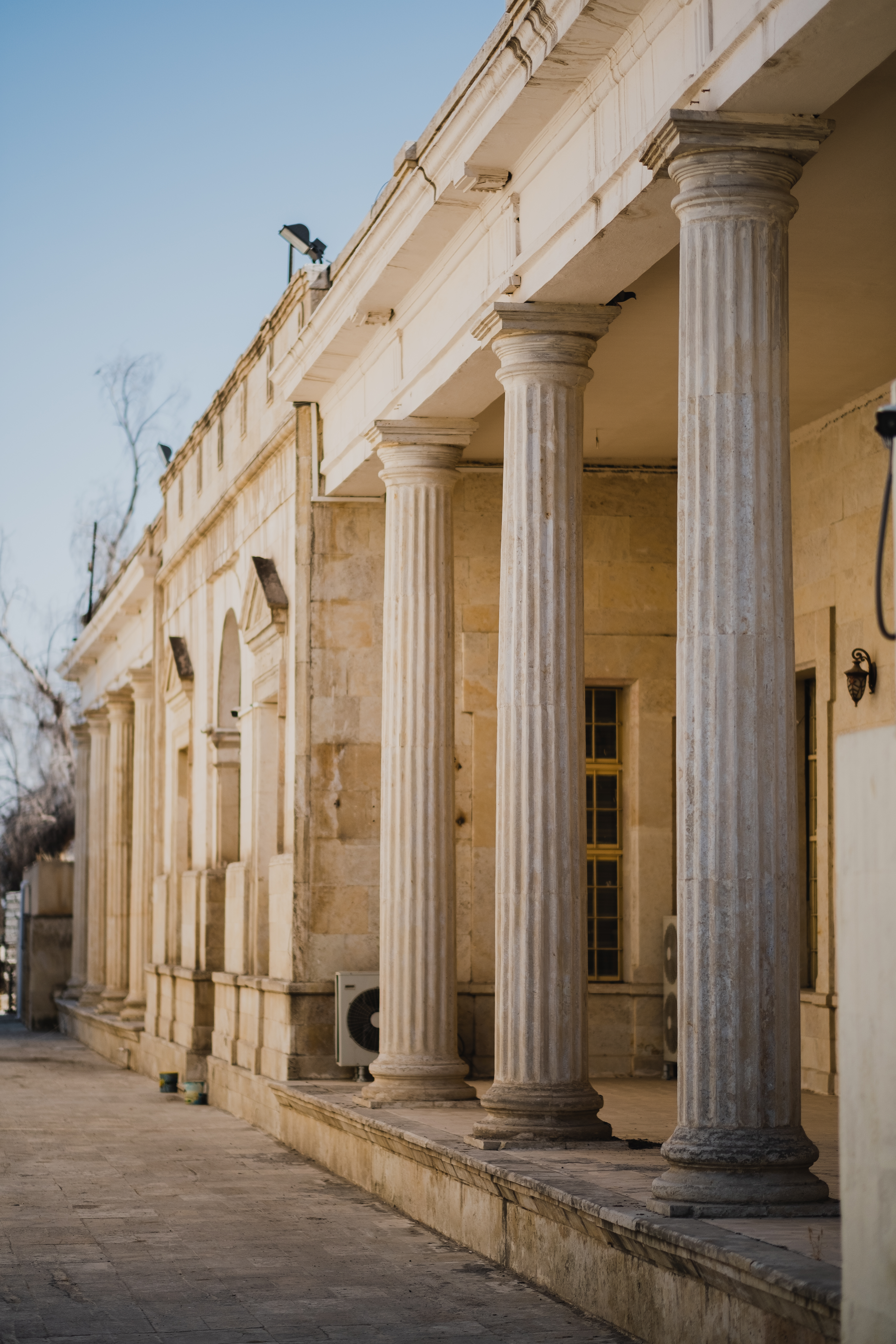
موزهٔ موصل

موزهٔ موصل، یکی از موزه‌های مهم باستان‌شناسی در عراق است. این موزه در شهر موصل قرار دارد. موزه موصل دومین موزهٔ مهم عراق بود که در طی جنگ عراق غارت شد و در فوریه ۲۰۱۵ نیز توسط داعش بخش‌های بسیاری از آثار و ساختمان آن تخریب شد.

## تخریب موزه توسط داعش
در فوریه ۲۰۱۵ دولت اسلامی عراق و شام ویدئویی در اینترنت منتشر کرد که نشان می‌داد جهادگرایان داعش آثار موزهٔ موصل را تخریب می‌کنند. در میان این آثار تندیس یک نگهبان قرار دارد که دیرینگی آن به ۲۶۰۰ سال پیش در تمدن آشوریان می‌رسد. تندیس نگهبان دروازه نرگال (خدای سرزمین مردگان) یکی از آثار ارزشمندی بود که در این ویرانگی از بین رفت. دیرینگی این اثر به قرن هفتم پیش از میلاد می‌رسد و بخشی از دروازه نینوا، مرکز امپراتوری آشوریان بوده است.
نیروهای عراقی در مارس 2017 موزه موصل را پس گرفتند.